# Кантрі-Лейк-Естейтс (Нью-Джерсі)
Кантрі-Лейк-Естейтс (англ. Country Lake Estates) — переписна місцевість (CDP) в США, в окрузі Берлінгтон штату Нью-Джерсі. Населення — 4054 особи (2020).

## Географія
Кантрі-Лейк-Естейтс розташоване за координатами 39°56′56″ пн. ш. 74°32′17″ зх. д. / 39.94889° пн. ш. 74.53806° зх. д. (39.948988, -74.537929).  За даними Бюро перепису населення США в 2010 році переписна місцевість мала площу 3,52 км², з яких 2,84 км² — суходіл та 0,68 км² — водойми.

## Демографія
Згідно з переписом 2010 року, у переписній місцевості мешкали 3943 особи в 1392 домогосподарствах у складі 1055 родин. Густота населення становила 1119 осіб/км².  Було 1482 помешкання (421/км²).
Расовий склад населення:
| - 70,4 % — білих - 18,3 % — чорних або афроамериканців - 3,0 % — азіатів - 0,2 % — корінних американців - 0,1 % — вихідців з тихоокеанських островів - 2,8 % — осіб інших рас |

До двох чи більше рас належало 5,2 %. Частка іспаномовних становила 11,6 % від усіх жителів.
За віковим діапазоном населення розподілялося таким чином: 24,6 % — особи молодші 18 років, 64,5 % — особи у віці 18—64 років, 10,9 % — особи у віці 65 років та старші. Медіана віку мешканця становила 38,2 року. На 100 осіб жіночої статі у переписній місцевості припадало 94,5 чоловіків;  на 100 жінок у віці від 18 років та старших — 93,6 чоловіків також старших 18 років.
Середній дохід на одне домашнє господарство  становив 79 860 доларів США (медіана — 76 226), а середній дохід на одну сім'ю — 86 946 доларів (медіана — 84 007). Медіана доходів становила 45 234 долари для чоловіків та 50 465 доларів для жінок. За межею бідності перебувало 8,9 % осіб, у тому числі 11,3 % дітей у віці до 18 років та 0,0 % осіб у віці 65 років та старших.
Цивільне працевлаштоване населення становило 1593 особи. Основні галузі зайнятості: освіта, охорона здоров'я та соціальна допомога — 28,4 %, публічна адміністрація — 11,1 %, виробництво — 10,5 %.